# I WRITE THE SONGS
『I WRITE THE SONGS』（アイ・ライト・ザ・ソングス）は吉川晃司のミニ・アルバム。1997年12月10日にポリドールよりリリースされた。

## 解説
吉川として初のミニアルバムで、10万枚限定で発売された。クリスマス商戦に合わせた内容となっており、特製BOXにCDミニアルバム「エロス」のMV完全版を収録したDVD、特製ポストカードが収載。
本作に貼られているステッカーには「今後、オリジナル・アルバム等に、ここに収められた曲を収録する予定はありません」と記載されていたが、1998年のアルバム『HEROIC Rendezvous』に「星の降る夜に (Alternate Version)」として収録されている。
吉川が本格的にコンピュータ・プログラミングによる楽曲制作を行なった最初の作品である。

## リリース履歴
| No. | 日付           | レーベル   | 規格 | 規格品番  | 最高順位 | 備考       |
| --- | -------------- | ---------- | ---- | --------- | -------- | ---------- |
| 1   | 1997年12月10日 | ポリドール | CD   | POCH-9011 | 17位     | 10万枚限定 |

## 収録曲
| 全作詞・作曲: 吉川晃司。 |                                     |           |            |                    |      |
| #                        | タイトル                            | 作詞      | 作曲・編曲 | 編曲               | 時間 |
| 1.                       | 「星の降る夜に」                    | 吉川晃司  | 吉川晃司   | 吉川晃司           | 4:01 |
| 2.                       | 「冬の夜」                          | 吉川晃司  | 吉川晃司   | 吉川晃司           | 3:49 |
| 3.                       | 「終わらないSun Set 〜Winter 1997」 | 吉川晃司  | 吉川晃司   | 吉川晃司           | 5:38 |
| 4.                       | 「Merry Christmas To You」          | 吉川晃司  | 吉川晃司   | 吉川晃司・菅原弘明 | 5:05 |
| 合計時間:                | 合計時間:                           | 合計時間: | 18:33      |                    |      |

## 参加ミュージシャン
- 吉川晃司 - ギター、ベース 、プログラミング （2,3,4）
- 吉村龍太 - ピアノ（1）、プログラミング（2,3）
- 菅原弘明 - プログラミング（4）